# Jan Palach
Jan Palach, född 11 augusti 1948 i Mělník, död 19 januari 1969 i Prag, var en tjeckoslovakisk filosofistudent, som studerande vid Karlsuniversitetet i Prag. Den 16 januari 1969 satte han eld på sig själv på Václavplatsen i Prag, som en protest mot den sovjetledda invasionen och ockupationen som krossade Pragvåren och gjorde slut på Alexander Dubčeks reformsträvanden. Palach dog efter ett fåtal dagar på sjukhus.
Begravningsprocessionen blev till en stor demonstration mot ockupationen, och en månad senare (den 25 februari 1969) brände sig även studenten Jan Zajic till döds på samma plats och i april gjorde Evzen Plocek detsamma i staden Jihlava.

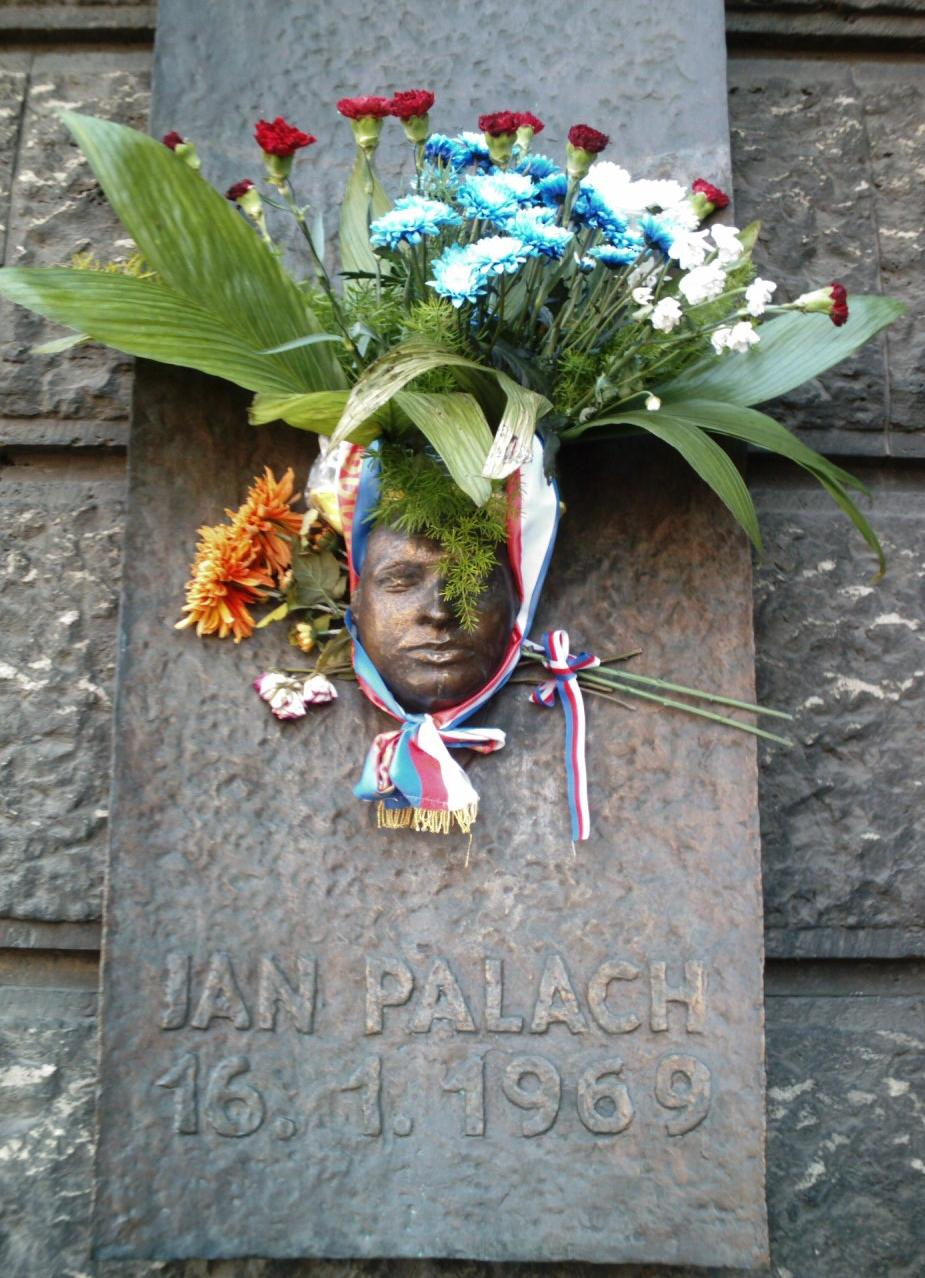
Monument på Jan Palach-platsen i Prag.

Det finns idag ett minnesmärke av skulptören Olbram Zoubek på den plats framför det tjeckiska Nationalmuseet i Prag där Palach föll, och dessutom bär ett torg i en annan del av Prag hans namn. Den tjeckoslovakiske astronomen Luboš Kohoutek, som själv lämnade Tjeckoslovakien följande år, gav en, den 22 augusti 1969 upptäckt, asteroid namn efter Jan Palach (1834 Palach).
Flera senare fall av självbränning har påverkats av Palachs exempel. Under våren 2003 brände sig sammanlagt sex unga tjecker till döds, däribland den 19-årige gymnasisten Zdenek Adamec som den 6 mars 2003 brände sig till döds på nästan samma plats framför Nationalmuseet och i ett kvarlämnat avskedsbrev utlagt på en webbsida hänvisade till Palach och de övriga som hade begått självmord 1969. Varför de begick självmord är oklart.